# Conseil africain et malgache pour l'enseignement supérieur
Pour les articles homonymes, voir Cames.
Le Conseil africain et malgache pour l’enseignement supérieur (CAMES) est une institution africaine créée en 1968.

## Historique
Le CAMES a été créé  par les chefs d'État de l'Organisation commune africaine et malgache (OCAM) à la suite de la conférence de Niamey de 1968. Cette organisation intergouvernementale à son siège à Ouagadougou, au Burkina Faso.
La convention portant statut et organisation du CAMES fut signée le 26 avril 1972 à Lomé.
En 2011, au terme de la 28e session du CAMES, le professeur Bertrand Mbatchi a été élu secrétaire général en remplacement du professeur Mamadou Moustapha Sall.

### Historique des secrétaires généraux
Les différents secrétaires généraux qui se sont succédé à la tête du CAMES sont les suivants : 
- Joseph Ki-Zerbo (1968-1981)
- Eli Kokou Kotso Nathaniels (1981-1988)
- Henry Valère Kiniffo (1988-1992)
- Rambré Moumouni Ouiminga (1992-2000)
- Mamadou Moustapha Sall (2000-2011)
- Bertrand Mbatchi (2011-2021)

## Missions
Depuis sa création, plusieurs missions ont été assignées au CAMES :
- Assurer la promotion et favoriser la compréhension et la solidarité entre les États membres ;
- Instaurer une coopération culturelle et scientifique permanente entre les États membres ;
- Collecter et diffuser tous documents universitaires ou de recherche ;
- Préparer les projets de conventions entre les États concernés dans les domaines de l’Enseignement Supérieur, de la Recherche et contribuer à l’application de ces conventions ;
- Coordonner les systèmes d’Enseignement Supérieur et de la Recherche afin d’harmoniser les programmes et les niveaux de recrutement dans les différents établissements des pays membres.

## Pays membres
Le CAMES regroupe 19 pays membres :
- Bénin
- Burkina Faso
- Burundi
- Cameroun
- Centrafrique
- République du Congo
- République démocratique du Congo
- Côte d’Ivoire
- Gabon
- Guinée
- Guinée-Bissau
- Guinée équatoriale
- Madagascar
- Mali
- Niger
- Rwanda
- Sénégal
- Tchad
- Togo

### Reportage
- [vidéo] « Gabon : Pr Bertrand Mbatchi, Secrétaire général du CAMES » sur Africa 24, 16 septembre 2018, 7 min, YouTube (consulté le 29 mai 2021)